# Coelonia brevis
Coelonia brevis là một loài bướm đêm thuộc họ Sphingidae. Nó được tìm thấy ở Madagascar.
Chiều dài cánh trước khoảng 39 mm đối với con đực.